# George Elder Davie

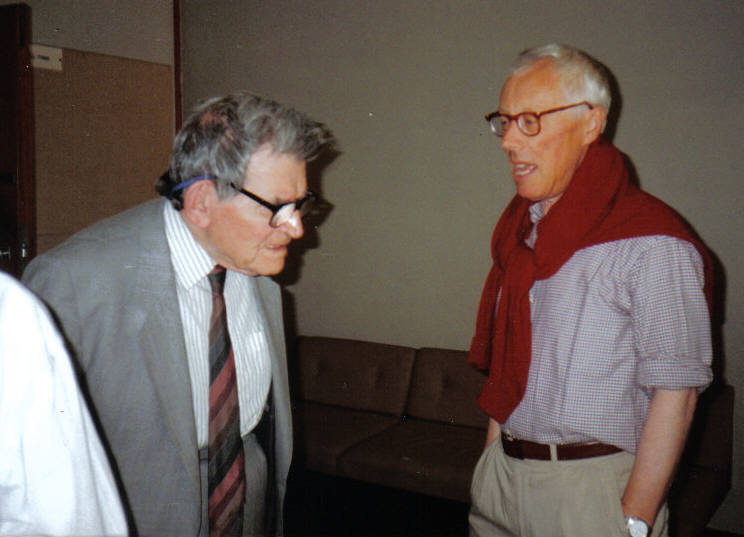
George E. Davie (links) und Vincent Hope (rechts) im September 1996 während eines Vortrags an der Universität Edinburgh

George Elder Davie (* 18. März 1912 in Dundee; † 20. März 2007 in Sutton Veny, Wiltshire) war ein schottischer Philosoph. Davie hielt nie eine volle Professur und emeritierte als Reader. Sein Werk The Democratic Intellect (1961) wurde zu einer Ikone der schottischen Nationalbewegung und hat seither einen großen Einfluss auf die Scottish National Party.

## Leben
Davie wurde als Sohn des Apothekers George Myles Davie und dessen Ehefrau, der Lehrerin Isabella Calder (geborene Elder) in Dundee, Schottland, geboren. Er absolvierte dort die High School und hatte das Angebot eines Studienplatzes sowohl an der University of Edinburgh als auch an der University of Oxford. Davie bevorzugte die University of Edinburgh und schloss dort klassischer Altertumswissenschaft 1935 mit M.A. und Summa cum laude ab.
Er blieb an der Universität und wurde 1939 zum Assistant Lecturer im Department of Philosophy der Universität Edinburgh bestellt. Sein Professor war Norman Kemp Smith, dessen Notizen Davie später zusammenstellen würde. Weitere Einflüsse übten Schriftsteller wie Sorley MacLean und Hugh MacDiarmid aus, in deren Kreisen Davie verkehrte und die Mitbegründer der schottischen Renaissance wurden. Davie wurde zum Wehrdienst einberufen und diente 1941 bis 45 im Royal Corps of Signals in Afrika und Italien. Am 5. Oktober 1944 heiratete er Elspeth Mary Dryer, die später unter dem Namen Elspeth Mary Davie als Schriftstellerin Bekanntheit erlangte. Nach dem Krieg übernahm Davie eine Stelle als Dozent (Lecturer) an der Queen’s University Belfast. Er wurde 1954 von der University of Edinburgh mit einer Doktorarbeit über schottische Metaphysik DLitt promoviert (A Scottish Metaphysics: the theory of knowledge in the Scottish Universities 1730 - 1860). Er lehrte weiter in Belfast bis 1959 und kehrte dann nach Edinburgh zurück. Dort blieb er als Dozent bis zu seinem Ruhestand, 1982 und seiner Emeritierung 1987. Einen eigenen Lehrstuhl hatte er nie gehalten.
Noch während er seine Doktorarbeit für die Veröffentlichung vorbereitete, hatte ihn die Edinburgh University Press gebeten, ein einleitendes Kapitel zum sozialen Hintergrund schottischer Philosophen zu schreiben. Die während dieser Tätigkeit gewonnenen Einsichten brachten Davie dazu, dass er ein separates, längeres Werk schrieb: The Democratic Intellect: Scotland and her Universities in the Nineteenth Century. Das 1961 veröffentlichte Werk wurde ausgesprochen populär und gewann auch weit außerhalb philosophischer Kreise Bedeutung.
Zehn Jahre nach dem Tod seiner Ehefrau, 1995, zog Davie in ein Altenheim in Sutton Veny, Wiltshire, wo er näher bei seiner einzigen Tochter seinen Lebensabend verlebte. Er verstarb am 20. März 2007 an den Folgen eines Schlaganfalls.

## Ehrungen
1983 wurde Davie zum Fellow der Royal Society of Edinburgh gewählt. Ebenfalls 1983 wurde zu Davies Emeritierung eine Festschrift veröffentlicht (The Crisis of the Democratic Intellect: The Problem of Generalism and Specialisation in Twenties-Century Scotland). Ehrendoktortitel wurden ihm von den Universitäten Dundee und Edinburgh verliehen. 1999 wurde Davie mit dem Flecher of Saltoun Award for Services for Scotland ausgezeichnet.

## The Demokratic Intellect
Davies wichtigstes Buch ist zweifellos The Democratic Intellect mit dem Untertitel Scotland and her Universities in the Nineteenth Century (engl. Schottland und seine Universitäten im 19. Jahrhundert). Beginnend mit einer Einführung in die schottische Metaphysik, angefangen mit David Hume bis zu James Frederick Ferrier analysiert Davie in der Schrift die Reform der schottischen Universitäten im 19. Jahrhundert. Er wählte den Titel nach der Eigenschaft, die seiner Meinung nach damals verlorgenging. Nach Davies Überzeugung gab es eine spezifisch schottische Ausrichtung der Universitäten durch die Verschränkung von Common-Sense-Philosophie, Mathematik und klassische Altertumswissenschaften, die die Grundlage vieler Studiengänge bildete und, nach Davies Überzeugung, eine „demokratische Intellektualität“ erzeugte.
Davie beschreibt die Ausbildung an schottischen Universitäten im 18. und weit ins 19. Jahrhundert als eine breite, auf Allgemeinbildung ausgerichtete Unternehmung, bei der Künste und Wissenschaften gelehrt wurden und keine frühe Spezialisierung stattfand. Daraus resultierte seiner Meinung nach eine größere intellektuelle Tiefe und Flexibilität. Und da diese Bildung auch der breiten Bevölkerung offenstand, und nicht nur einer begrenzten Elite, hatte diese Bildung nach Davies Darstellung auch eine direkte Wirkung auf die Politik des Landes. Einer der markantesten Teile der schottischen Erziehung war nach Davies Meinung die Philosophie, die den Studierenden das mentale Rüstzeug, die universellen Kenntnisse und das notwendige Verständnis vermittelte und auch für philosophie-fremde Fächer in grundsätzlichem Umfang vorgeschrieben war. Sein wichtigster Kritikpunkt an der damaligen schottischen Bildungspolitik war der Fehler, diese Allgemeinheit der Ausbildung aufzugeben. Stattdessen sei die schottische Bildungspolitik wie in England der Versuchung erlegen, eine frühzeitige Spezialisierung zu erzwingen, was seinem Ermessen nach, zu einer Verarmung des Denkens und des „demokratischen Geistes“ führte.
Diese Behauptung wirkt auch fünfzig Jahre nach der Veröffentlichung weiter in der Politik in Schottland. Darüber hinaus ist das Buch eine tiefgreifende Analyse der Rolle intellektueller Eliten in einer Demokratie. Seine Folgerung, dass nämlich Demokratie die Führung von ethisch verantwortlichen Führern benötigt, liegt dabei sowohl in der schottischen Tradition als auch in der des Britischen Idealismus.
Die Wirkung des Werks ist bis heute ungebrochen. Die Ausgabe 2013 wird von der British Library als Eckstein intellektuellen Identität Schottlands bezeichnet. Das Werk habe eine Neubewertung der schottischen Philosophie provoziert. Mit seinem Werk trug Davie maßgeblich dazu bei, die kulturelle Identität Schottlands wiederherzustellen.

## Schriften
- The Democratic Intellect: Scotland and her Universities in the Nineteenth Century. (1961)
- Scottish Enlightenment and Other Essays (1981)
- The Passion for Ideas: Essays on the Scottish Enlightenment II (1994)
- The Scotch Metaphysics: a Century of Enlightenment in Scotland (2000)
- The Scotch Metaphysics: A Century of Enlightenment in Scotland (2001)
- Ferrier and the Blackout of the Scottish Enlightenment (2003)
- The Crisis of the Democratic Intellect: The Problem of Generalism and Specialisation in Twentieth Century Scotland
- The Social Significance of the Scottish Philosophy of Common Sense

### Artikel
- Hume and the origins of the common sense school. In: Revue Internationale de Philosophie, 1952, 6 (2), S. 312–221.
- (mit A. D. Ritchie) George Berkeley, A Reappraisal. In: Tijdschrift Voor Filosofie, 1969, 31 (1), S. 158–159
- Berkeley’s Impact on Scottish Philosophers. In: Philosophy, 1965, 40 (153), S. 222–234.